# Angelo De Martini
Angelo De Martini (Villafranca di Verona, 24 de enero de 1897-Verona, 17 de agosto de 1979) fue un deportista italiano que compitió en ciclismo en la modalidad de pista. Participó en los Juegos Olímpicos de París 1924, obteniendo una medalla de oro en la prueba de persecución por equipos.

## Medallero internacional
| Juegos Olímpicos | Juegos Olímpicos | Juegos Olímpicos | Juegos Olímpicos        |
| Año              | Lugar            | Medalla          | Competición             |
| ---------------- | ---------------- | ---------------- | ----------------------- |
| 1924             | París (Francia)  | Medalla de oro   | Persecución por equipos |